# Tetra Brik

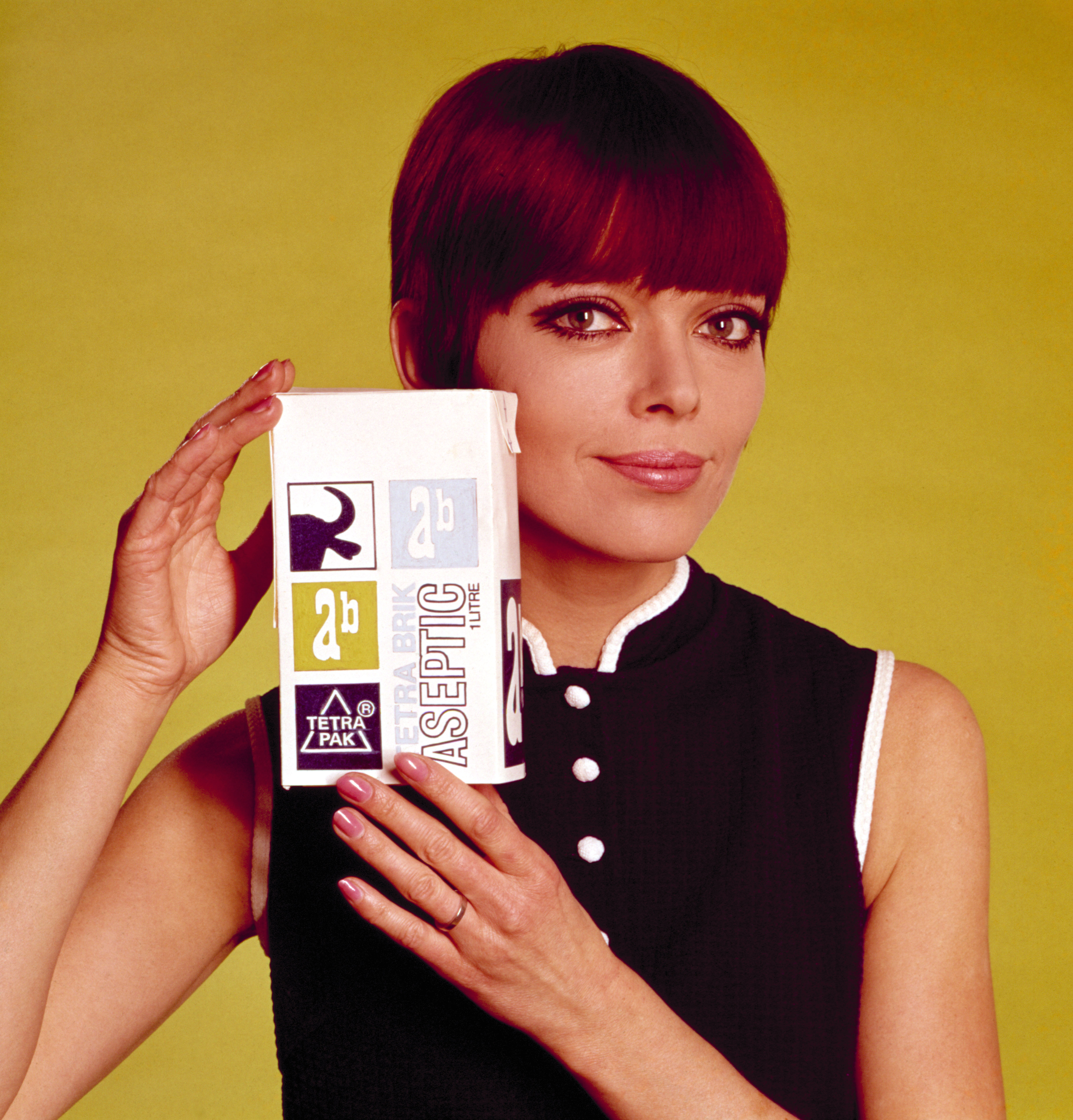
Mujer mostrando un Tetra Brik de Tetra Pak.

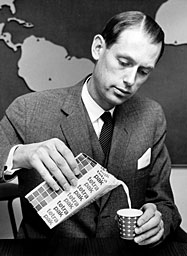
Cartón de leche Tetra Brik en 1963. Con el tiempo se convirtió en un gran éxito para Tetra Pak, que actualmente está dominando el mundo en cajas de cartón aséptico de la leche que no necesitan refrigeración (pasteurizada).

Tetra Brik, coloquialmente llamado tetrabrik o brik, es un envase multimaterial de cartón, plástico polietileno y aluminio, producido por la empresa sueca Tetra Pak. Tiene forma de paralelepípedo y está compuesto por diferentes capas. El envase Tetra Brik es el más conocido y el más vendido de los envases de Tetra Pak, hasta tal punto que algunas personas lo consideran un nombre genérico, aunque es una marca registrada. El envase Tetra Brik puede encontrarse tanto para productos refrigerados como para productos UHT bajo la denominación de Tetra Brik Aseptic.

## Historia
El envase Tetra Brik se introdujo en el mercado en 1963, después de un largo proceso de desarrollo basado en el anterior envase Tetra Classic, que tenía forma de tetraedro. 
A pesar de la revolución que supuso el envase original para que no se dañe la leche, a finales de la década de 1950, Ruben Rausing y el equipo directivo de Tetra Pak se dieron cuenta de que el envase necesitaba un diseño rectangular y hexaedro para continuar siendo competitivo. Después de invertir una gran cantidad de dinero en su desarrollo, en 1963 se instaló la primera máquina de envasado Tetra Brik en Motala, en el centro de Suecia. 
El diseño rectangular del Tetra Brik pronto se convirtió en un éxito de ventas en Suecia y en todo el mundo, debido a su uso eficaz del espacio y de los materiales y al aumento de la eficiencia en la distribución y el almacenamiento. Eso allanó el camino para el éxito de Tetra Pak durante la década de 1970 y los años sucesivos.

## Aspectos tecnológicos
Por construcción, los Tetra Briks son embalajes ligeros y compactos que se pueden abrir sin utensilios y permiten aislar los alimentos y conservarlos en condiciones óptimas. Se componen de capas superpuestas y pegadas entre sí, de interior a exterior:
- 2 capas de plástico
- 1 capa de aluminio,
- 1 capa de cartón (procedente de celulosa virgen),
- 2 capas de plástico polietileno.

Normalmente, su forma es un prisma rectangular que, en el caso de algunos productos refrigerados, está coronado con otro prisma triangular. Existen otras formas, entre ellas una con perímetro de ocho lados y otra en forma de bolsa.
El cierre es una pieza plana de aluminio o plástico que se puede arrancar con la uña (a veces con una arandela para permitir arrancarlo con el dedo) y puede incluir un tapón de rosca que permita volver a cerrarlo (especialmente en productos refrigerados).
Innovadores los plegables.

## Reciclaje
Uno de los usos más comunes es el almacenamiento de alimentos para un solo uso. Esto provoca un gran volumen de desperdicio, aunque existe tecnología para su reciclaje en diversos países. Puesto que las capas que lo componen no pueden separarse, el reciclaje del tetra brik es incompleto. La técnica más común consiste en triturarlo primero para separar el cartón (aproximadamente un 70% del peso) que se recicla para generar nuevo cartón; posteriormente la restante masa de plástico y aluminio se lleva a la incineradora o al vertedero. En España ya no es posible reciclarlo al 100%: la única planta que podía hacerlo tuvo que cerrar al no ser rentable.
Debido a su composición multimaterial a nivel mundial sólo el 25% de los envases tetrapak producidos se reciclan de esta forma, y en Europa alrededor del 50%.
Otro factor que tener en cuenta en relación con el reciclado es que se ha intentado transformar el residuo de los envases en otros materiales como el PolyAl (masa residual de plástico y aluminio), usado en campañas solidarias como Un Techo para Chile o en otros países como Tailándia para fabricar cubiertas o mediaguas, pero estos productos son de baja calidad y tienen menos resistencia a la rotura.